# Five Man Electrical Band
Five Man Electrical Band är ett kanadensiskt rockband, bildat i Ottawa 1969 av Les Emmerson (sång, gitarr), Brian Rading (basgitarr), Ted Gerow (keyboard), Rick "Bell" Belanger (trummor) och Mike "Bell" Belanger (även han trummor). Gruppen är mest känd för sin hitlåt "Signs" från 1971.

## Biografi
Gruppen hette ursprungligen The Staccatos och bildades 1963. The Staccatos släppe två album: 1965 års Initially och 1967 års A Wild Pair, det senare ett splitalbum med The Guess Who. Från detta album släpptes bland andra singeln "Half Past Midnight", vilken blev en hitlåt i hemlandet. I USA gick det emellertid inte lika bra och gruppen avfärdades som en The Beach Boys-kopia.
1969 kom gruppens tredje album Five Man Electrical Band, en titel som bandet också antog som gruppnamn. Gruppen fortsatte att ge ut skivor för Capitol Records och gav ut flera singlar, dock utan listframgångar. 1971 var gruppen nära att splittras när bandets nya skivbolag, Lion Records, släppte låten "Signs" som en promotionskiva inför albumet Goodbyes & Butterflies. Låten rönte stora framgångar och nådde en tredjeplats på den amerikanska listan och en fjärdeplats på den kanadensiska och sålde totalt i över två miljoner exemplar. Även nästa singel, "Absolutely Right", nådde listframgångar i hemlandet såväl som i USA.
Senare album gick emellertid inte lika bra och 1973 splittrades bandet. Emmerson fortsatte att använda gruppens namn för sina egna inspelningar under ytterligare två år. 1986 återförenades bandet för en välgörenhetskonsert och turné i östra Kanada. 1991 gjorde gruppen Tesla en cover på "Signs", vilken blev en stor hit. 1996 släppte Five Men Electrical Band samlingsalbumet Absolutely Right.

## Diskografi

### Album
- 1966 – Initially (som The Staccatos)
- 1967 – A Wild Pair (delad album: The Guess Who/The Staccatos)
- 1969 – Five Man Electrical Band
- 1970 – Good-byes and Butterflies
- 1972 – Coming of Age
- 1972 – Sweet Paradise
- 1975 – The Power of the Five Man Electrical Band (samlingsalbum)
- 1996 – Absolutely Right: The Best of Five Man Electrical Band (samlingsalbum)
- 2008 – Half Past Midnight: The Staccatos and Beyond (samlingsalbum)
- 2009 – The Staccatos Five Man Electrical Band: First Sparks the Anthology (1964–1969) (samlingsalbum)

### Singlar
| År   | Sång                                         | Kanada | USA Billboard Hot 100 |
| ---- | -------------------------------------------- | ------ | --------------------- |
| 1965 | "Small Town Girl"                            | 20     | -                     |
| 1965 | "Move to California"                         | 26     | -                     |
| 1966 | "It's a Long Way Home"                       |        | -                     |
| 1966 | "C'mon Everybody"                            |        | -                     |
| 1966 | "Let's Run Away"                             | 53     | -                     |
| 1967 | "Half Past Midnight"                         | 8      | -                     |
| 1967 | "Catch the Love Parade"                      | 28     | -                     |
| 1968 | "Didn't Know the Time"                       |        | -                     |
| 1968 | "It Never Rains on Maple Lane/Private Train" |        | -                     |
| 1969 | "Moonshine (Friend of Mine)"                 | 56     | -                     |
| 1970 | "Hello Melinda, Goodbye"                     | 55     | -                     |
| 1971 | "Signs"                                      | 4      | 3                     |
| 1971 | "Absolutely Right"                           | 3      | 26                    |
| 1972 | "The Devil and Miss Lucy"                    | 65     | -                     |
| 1972 | "Money Back Guarantee”                       | 17     | 72                    |
| 1972 | "I'm a Stranger Here"                        | 2      | 76                    |
| 1974 | "Werewolf"                                   | 28     | 64                    |